# MSW Tag Team Championship
Il MSW Tag Team Championship, promosso tra il 2006 e il 2012 come NWA Mountain State Tag Team Championship, è stato un titolo  della divisione tag team promosso dalla federazione Mountain State Wrestling, fino al 2012 associata alla National Wrestling Alliance (NWA).
Il titolo è stato attivo dal 2005 al 2017, quando fu disattivato con la chiusura della federazione.

## Albo d'oro
| Legenda  |                                                                               |
| -------- | ----------------------------------------------------------------------------- |
| #        | Indica il numero del regno titolato                                           |
| Regno    | Viene indicato il numero del regno del campione                               |
| Data     | La data in cui il titolo è stato vinto                                        |
| Località | Indica il luogo in cui il titolo è stato vinto                                |
| Note     | Indica notizie particolari riguardanti i cambi di titolo o altre informazioni |

| #  | Campioni                            | Regno | Data              | Giorni | Località                         | Evento        | Note | Fonti |
| -- | ----------------------------------- | ----- | ----------------- | ------ | -------------------------------- | ------------- | --- | ----- |
| 1  | Roger Hamm e Scotty McKeever        | 1     | 17 febbraio 2005  | 126    | Beckley, Virginia Occidentale    | House show    | In uno spareggio per decretare i campioni inaugurali del MSW Tag Team Championship. I due persero un incontro titolato contro i Masked Militia, ma il cambio di titolo non è mai stato riconosciuto. |       |
| 2  | Big Bad John e Jean Madrid          | 1     | 23 giugno 2005    | 42     | Mount Hope, Virginia Occidentale | House show    | |       |
| 3  | The Syndicate                       | 1     | 4 agosto 2005     | --     | Mount Hope, Virginia Occidentale | House show    | |       |
| —  | Vacante                             | —     | 2005              | —      | —                                | —             | Il titolo fu reso vacante per motivi non noti. |       |
| 4  | Eric St. Clair e Dave Scott         | 1     | 8 ottobre 2005    | 19     | Hinton, Virginia Occidentale     | House show    | In un torneo per riassegnare il titolo vacante, sconfiggendo in finale Brent Batten e Ice. |       |
| 5  | Big Bad John (2) e Joe Simon        | 1     | 27 ottobre 2005   | 85     | Mount Hope, Virginia Occidentale | House show    | |       |
| 6  | Johnny Blast e Kris King            | 1     | 20 gennaio 2006   | 0      | Bud, Virginia Occidentale        | House show    | |       |
| 7  | Derik Billings e Chad Cross         | 1     | 20 gennaio 2006   | 29     | Bud, Virginia Occidentale        | House show    | |       |
| 8  | Johnny Blast (2) e Ice              | 1     | 18 febbraio 2006  | 203    | Mount Hope, Virginia Occidentale | House show    | Il 2 marzo 2006 la MSW iniziò a collaborare con la National Wrestling Alliance e il titolo cambiò nome in NWA Mountain State Heavyweight Championship.                                               |       |
| 9  | Derek Billings (2) e Billy Lit      | 1     | 9 settembre 2006  | 14     | Hinton, Virginia Occidentale     | House show    | |       |
| 10 | Johnny Blast (3) e Ice (2)          | 2     | 23 settembre 2006 | 16     | Mount Hope, Virginia Occidentale | House show    | |       |
| 11 | Derek Billings (3) e Billy Lit (2)  | 2     | 9 ottobre 2006    | 180    | --                               | House show    | |       |
| 12 | Bandit e Willie Blackheart          | 1     | 7 aprile 2007     | 55     | --                               | House show    | |       |
| 13 | Michael Cook e Ricky Shane          | 1     | giugno 2007       | 22     | --                               | House show    | |       |
| 14 | Bandit e Willie Blackheart          | 2     | 23 giugno 2007    | 237    | Hinton, Virginia Occidentale     | House show    | |       |
| 15 | Johnny Blast (4) e Diablo Jr.       | 1     | 15 febbraio 2008  | 85     | Princeton, Virginia Occidentale  | House show    | |       |
| 16 | Kris King (2) e Ricky Shane (2)     | 1     | 10 maggio 2008    | 1      | Hinton, Virginia Occidentale     | House show    | |       |
| 17 | Johnny Blast (5) e Diablo Jr. (2)   | 2     | 11 maggio 2008    | --     | Mount Hope, Virginia Occidentale | House show    | |       |
| —  | Vacante                             | —     | 2008              | —      | —                                | —             | Il titolo fu reso vacante per motivi non noti. |       |
| 18 | Kris King (3) e Ricky Shane (3)     | 2     | 14 marzo 2009     | 34     | Falls View, Virginia Occidentale | House show    | In uno spareggio per riassegnare il titolo vacante contro Derik Billings e Bryan Kyle. |       |
| 19 | Derek Billings (4) e Bryan Kyle     | 1     | 17 aprile 2009    | 8      | Alderson, Virginia Occidentale   | House show    | Sconfiggendo Shane e Diablo Jr., che sostituiva King. |       |
| 20 | J.C. Dykes Jr. e Karl               | 1     | 25 aprile 2009    | 0      | Rand, Virginia Occidentale       | House show    | |       |
| 21 | Derek Billings (5) e Bryan Kyle (2) | 2     | 25 aprile 2009    | 55     | Rand, Virginia Occidentale       | House show    | |       |
| 22 | Johnny Blast (6) e Diablo Jr. (3)   | 3     | 19 giugno 2009    | 78     | Princeton, Virginia Occidentale  | House show    | In un 3-way match a cui prendeva parte anche il team di Shawn Cruz e Robbie Cruz. |       |
| 23 | Frank Parker e Scorry Rocker        | 1     | 5 settembre 2009  | --     | Hinton, Virginia Occidentale     | House show    | |       |
| —  | Vacante                             | —     | ottobre 2009      | —      | —                                | —             | Il titolo fu reso vacante per motivi non noti. |       |
| 24 | J.C. Dykes Jr. e Karl               | 2     | 23 ottobre 2009   | 148    | Ghent, Virginia Occidentale      | House show    | In uno spareggio per riassegnare il titolo vacante contro Ice e King Richard. |       |
| 25 | Johnny Blast (7) e Spyder Crowley   | 1     | 20 marzo 2010     | 63     | Rand, Virginia Occidentale       | March Madness | | [ 2 ] |
| 26 | Diablo Jr. (4) e Dwayne Tenney      | 1     | 22 maggio 2010    | 56     | Rand, Virginia Occidentale       | House show    | |       |
| 27 | Derek Billings (6) e Bryan Kyle (3) | 3     | 17 luglio 2010    | --     | Matoaka, Virginia Occidentale    | House show    | In un 3-way match a cui prendeva parte anche il team di Bandit e Willie Blackheart. |       |
| —  | Vacante                             | —     | 2017              | —      | —                                | —             | Il titolo fu reso vacante per motivi non noti. |       |
| 28 | Bandit e Willie Blackheart          | 3     | 11 dicembre 2010  | 119    | Rand, Virginia Occidentale       | House show    | In uno spareggio per riassegnare il titolo vacante contro American Patriot e Skeeter. |       |
| 29 | Cruz Control                        | 1     | 9 aprile 2011     | --     | Hinton, Virginia Occidentale     | House show    | |       |
| —  | Vacante                             | —     | agosto 2011       | —      | —                                | —             | Il titolo fu reso vacante per motivi non noti. |       |
| 30 | Kahreem e Mr. Arrogance             | 1     | 20 agosto 2011    | 41     | Hinton, Virginia Occidentale     | House show    | In uno spareggio per riassegnare il titolo vacante contro Billy Lit e Ricky Shane. |       |
| 31 | Billy Lit e Ricky Shane (4)         | 1     | 30 settembre 2011 | --     | Princeton, Virginia Occidentale  | House show    | |       |
| 32 | Eric Darkstorm e Jason Kincaid      | 1     | aprile 2012       | --     | --                               | House show    | |       |
| 33 | Derek Billings (7) e Bryan Kyle (4) | 4     | settembre 2012    | --     | --                               | House show    | |       |
| —  | Vacante                             | —     | novembre 2012     | —      | —                                | —             | Il titolo fu reso vacante quando la MSW terminò l'affiliazione con la National Wrestling Alliance.                                                                                                   |       |
| 34 | Shawn Cruz e Scotty McKeever (2)    | 1     | 6 aprile 2013     | --     | Hinton, Virginia Occidentale     | House show    | In uno spareggio per riassegnare il titolo, nuovamente promosso come MSW Tag Team Championship, contro Johnny Blast e Bob Brown.                                                                     |       |
| —  | Vacante                             | —     | giugno 2013       | —      | —                                | —             | Il titolo fu reso vacante per motivi non noti. |       |
| 35 | Ryan Atterson e Scott Lee           | 1     | 7 giugno 2013     | --     | Hinton, Virginia Occidentale     | House show    | In uno spareggio per riassegnare il titolo vacante contro Ken Steel e Col. Spud Wade. |       |
| —  | Vacante                             | —     | settembre 2014    | —      | —                                | —             | Il titolo fu reso vacante per motivi non noti. |       |
| 36 | Barry Hardy e Thunder Morgan        | 1     | 13 dicembre 2014  | 525    | Hinton, Virginia Occidentale     | House show    | In uno spareggio per riassegnare il titolo vacante contro Mark James e Jimmy Parker. |       |
| 37 | J.C. Dykes Jr. e Karl               | 3     | 21 maggio 2016    | --     | Alderson, Virginia Occidentale   | House show    | |       |
| —  | Disattivato                         | —     | 2017              | —      | —                                | —             | Il titolo fu disattivato con la chiusura della federazione. |       |